# Karehallikaval, Kadur
Karehallikaval là một làng thuộc tehsil Kadur, huyện Chikmagalur, bang Karnataka, Ấn Độ.